# 向井航
向井 航（むかい わたる、1980年6月24日 - ）は、日本のチェリスト。関西フィルハーモニー管弦楽団首席チェロ奏者。北海道札幌市生まれ。
作曲家、パフォーマーの同名人物は別人。

## 経歴
9歳からチェロをはじめ、19歳の時にハイドンのチェロ協奏曲第1番で札幌交響楽団と共演。
北嶺中学校を経て、1999年に東京芸術大学音楽学部附属音楽高等学校卒業。その後東京芸術大学を経て、ハンガリーのリスト音楽院に留学。2006年、若手演奏家を支援するシャネル・ピグマリオンデイズのアーティストに選出。シャネルネクサスホール（銀座）にてリサイタルを開催。2007年、関西フィルの首席チェロ奏者に就任した。
クラシックの他、アーティストのライブサポートやレコーディングにも参加している（X JAPAN、ゆず、TUBE、松田聖子、Every Little Thing、大黒摩季、タッキー&翼、葉加瀬太郎、JYONGRI、浜崎あゆみ、ジェイク・シマブクロ、松岡充、SOPHIAなど）。
また、フジテレビのドラマ『のだめカンタービレ』ののだめオーケストラ、久石譲Future Orchestra CLASSICSに参加。室屋光一郎とのユニット「Crustacea（クラスタシア）」や、松本和将（ピアノ）、上里はな子（チェロ）とピアノトリオ「まつきとわたるとはなこのトリオ」としても活動している。